# Nelly Krook
Petronella Laurentia "Nelly" Krook, född 19 mars 1803 i Kvidinge socken, Kristianstads län, död 17 mars 1889 i Helsingborg, var helsingborgsfilantrop och tillsammans med sina bröder en av stadens viktigaste donatorer under 1800-talet. De donerade bland annat stora markområden till staden såsom Bollbrolyckan (Krookska planteringen även kallad Stadsparken) och Gåsebäck med dess park i söder.
Nelly Krook föddes tillsammans med sin tvillingsyster Charlotta Sofia som dotter till kyrkoherde Johan Georg Krook och Christina Elisabeth Gustava von Olthoff i Kvidinge socken. Fadern hade tidigare varit rektor vid läroverket i Helsingborg och efter att två av Nellys bröder, Otto Daniel och Carl flyttat till staden gjorde Krook i 60-årsåldern detsamma. Då hade hon bott som ogift hemma hos föräldrarna i prästgården tills de båda var döda. Hon bodde sedan i Arnhamnska huset vid Stortorget i Helsingborg. Hon levde på att förvalta sin rikedom genom lånegivande och donerade pengar till behövande. Till skillnad från sina bröder hade Nelly Krook särskilt fokus på kvinnor och kyrkan. Hon lät bland annat uppföra Krookska kvinnohuset i Kvidinge och stöttade Magdalenahemmet som hade syftet att rehabilitera prostituerade kvinnor.
Nelly Krook förblev ogift och är begraven på Gamla kyrkogården i Helsingborg.
År 1935 fick Nelly Krook en gata uppkallad efter sig, Nelly Krooks gata på Stattena. Restaurangen Nelly's på Carl Krooks gata 16 har namngivits efter Nelly Krook och menyn uppges vara inspirerad av Nellys många resor världen över. År 2016 skrev Birgit Lendahls Rosendahl en bok om Nelly Krooks liv, "Nelly Krook - den enastående systern".